# 副虾蛄科
副虾蛄科（学名：Parasquillidae）是口足目下的一个科。

## 下属分类
本科包括以下属：
- 橙虾蛄属 Faughnia Serène, 1962
- 副虾蛄属 Parasquilla Manning, 1961
- Pseudosquillopsis Serène, 1962